# Robert Edwards
Robert Geoffrey Edwards CBE FRS (Manchester, 27 de setembre de 1925 - Cambridge, 10 d'abril de 2013) fou un metge, fisiòleg i biòleg anglès, pioner de la medicina reproductiva i especialment de la fecundació in vitro. Conjuntament amb el cirurgià Patrick Steptoe  i l'infermera Jean Purdy amb els quals treballava d'ençà els anys 1960, van ser pioners exitosos en la concepció a través de la FIV, que va conduir al naixement del primer nadó concebut in-vitro, Louise Brown, el 25 de juliol de 1978. L'any 2010 rebé el Premi Nobel de Fisiologia o Medicina "per al desenvolupament de la fecundació in vitro".

## Biografia
Edwards va nàixer a un poble petit del Yorkshire i es crià a la ciutat de Manchester. Després de servir a l'exèrcit britànic entre 1944 i 1948, estudià a la Universitat del País de Gal·les. Defensà el seu doctorat a l'Institut de Genètica Animal de la Universitat d'Edinburgh el 1957. Allà amb Ruth Fowler, una companya estudiant amb qui es casà després, creà el mètode Fowler-Edwards, que s'usa per a regular l'ovulació dels ratolins a base d'hormones. Se n'anà durant un any als Estats Units gràcies a una borsa i al seu retorn al Regne Unit treballà a l'Institut Nacional de Recerca Mèdica a Mill Hill de Londres entre 1958 i 1968. L'any següent treballà a la Universitat de Glasgow abans d'entrar a la Universitat de Cambridge el 1963.

## Premis i guardons
El 2001 la Fundació Lasker li atorgà el Premi Albert Lasker Clinical Medical Research "per al desenvolupament de la fertilització in-vitro, un avenç tecnològic que ha revolucionat el tractament de la infertilitat."
El 2007, Edwards apareixia al n°26 en una classificació del diari The Daily Telegraph, que ha elaborat una llista dels 100 genis vius més importants.
El procés de recompensa per a la tasca d'Edwards ha culminat el 2010 amb l'atorgament del Premi Nobel de Fisiologia o Medicina, per part de la Reial Acadèmia Sueca de Ciències.